# 豊橋市立玉川小学校
豊橋市立玉川小学校（とよはししりつ たまがわしょうがっこう）は、愛知県豊橋市石巻本町にある公立小学校。

## 校区
- 石巻本町などが校区であり、公立中学校の進学先は豊橋市立石巻中学校である。
- 校区は柿（次郎柿）の全国でも有数の産地であり、学校内の農園にも柿畑がある。
- 旧・八名郡石巻村の小学校であった。

## 沿革
- 1873年（明治6年） - 第9中学区第37番小学和田学校として開校。竜泉寺[注釈 1]を仮校舎とする。
- 1875年（明治8年） - 第9中学区第79･80番小学和田学校に改称する。
- 1876年（明治9年） - 高井村字東野に校舎が完成し、移転する。高井村、和田村、長楽村の児童が通学する。
- 1878年（明治11年） -
  - 神ヶ谷村、高井村、和田村、長楽村が合併し、玉川村となる。
  - 第9中学区第79･80番小学和田学校に改称する。
- 1879年（明治12年） - 愛知県八名郡第32番小学玉川学校に改称する。
- 1881年（明治14年） - 玉川村字神ヶ谷が三輪学校校区から玉川学校校区に移る。
- 1883年（明治16年） - 八名郡第29学区公立小学玉川学校に改称する。
- 1887年（明治20年） - 第17学区尋常小学玉川学校に改称する。
- 1889年（明治22年）10月1日 - 町村制により、玉川村が発足。
- 1892年（明治25年） - 玉川尋常小学校に改称する。
- 1896年（明治29年） - 現在地に校舎が完成し、移転する。
- 1901年（明治34年） - 高等科を設置し、玉川尋常高等小学校に改称する。
- 1903年（明治36年） - 玉川村、三輪村、嵩山村で組合を設立し、三か村組合立高等小学校を設立する。同時に玉川尋常高等小学校の高等科は廃止され、玉川尋常小学校に改称する。
- 1906年（明治39年）7月1日 - 玉川村、多米村、三輪村、西郷村、嵩山村が合併し、石巻村が発足。
- 1907年（明治40年） - 三か村組合立高等小学校が廃校となる。玉川尋常小学校に高等科を設置し、玉川尋常高等小学校に改称する。
- 1922年（大正11年） - 玉川農業補習学校を併設する。
- 1925年（大正14年） - 馬越地区（旧・西郷村字馬越。現在の石巻本町の一部）が西郷尋常高等小学校校区から玉川尋常高等小学校校区に移る。
- 1926年（大正15年） - 石巻村青年訓練所を併設する。
- 1928年（昭和3年） - 石巻村公民学校が開校する。補習学校（昼間部）を廃止。
- 1929年（昭和4年） - 石巻村青年訓練所を公民館に移管する。
- 1941年（昭和16年）4月1日 - 愛知県八名郡石巻村玉川国民学校に改称する。
- 1947年（昭和22年）4月1日 - 石巻村立玉川小学校に改称する。
- 1955年（昭和30年）4月1日 - 石巻村が豊橋市に編入される。同時に豊橋市立玉川小学校に改称する。

## 交通アクセス
- 豊鉄バス豊橋和田辻線「玉川」バス停より徒歩約5分。

東海道新幹線・東海道本線・飯田線・名鉄名古屋本線豊橋駅から【70系統・71系統】「和田辻東」行、【72系統・73系統】「嵩山」行、【74系統・75系統】「四ツ谷」行。
- 柿の里バス「石巻老人福祉センター」バス停より徒歩約7分。

## 周辺施設
- 豊橋市立石巻中学校
- 玉川保育園
- 豊橋市消防本部中消防署石巻出張所
- 石巻運動広場
- 石巻神社